# Nourdine Bourhane
Nourdine Bourhane (* 1958) ist ein komorischer Politiker und Vizepräsident. Von Dezember 1997 bis Mai 1998 bekleidete er das Amt des Premierministers. Er war darüber hinaus als Minister in diversen Ministerien tätig, darunter im Ministerium für Information, Ministerium für Kultur, Ministerium für Jugend und Sport sowie im Ministerium für Post und Telekommunikation.